# Caenopedina diomedeae
Caenopedina diomedeae is een zee-egel uit de familie Pedinidae.
De wetenschappelijke naam van de soort werd in 1939 gepubliceerd door Theodor Mortensen.